# Mil·li-
Mil·li (símbol m) és un prefix del Sistema Internacional que indica un factor de 10-3, o 1/1.000 o 0,001.
Proposat el 1793 i adoptat el 1795, prové del llatí mille; que significa mil
Per exemple;
1 mil·límetre = 1 mm = 10-3 metres = 0,001 metres
1 mil·lilitre = 1 ml = 1 centímetre cúbic = 1 cc = 10-3 litres = 0,001 litres
1 mil·ligram = 1 mg = 10-3 grams = 0,001 grams
1 mil·lisegon = 1 ms = 10-3 segons = 0,001 segons